# 定期証券貸出制度
定期証券貸出制度（ていきしょうけんかしだしせいど、Term Securities Lending Facility、TSLF） は、米国連邦準備制度理事会（FRB）が管理する28日間の証券貸出制度。
他のプログラム適格担保と引き換えに米国財務省の一般担保（General Collateral［GC］、すなわち、財務省証券、紙幣、債券、インフレ連動証券）をプライマリーディーラーに提供するものであった。

## 解説
2007年後半に始まったアメリカの銀行の流動性危機に対処するために作られたもので、2007年から2008年にかけての広範な金融危機への対応政策の一部であった。この制度は2008年3月から2010年1月まで実施された。
SOMAが保有する特定の財務省証券を、オーバーナイトベースで財務省GCに対して貸し出す公開市場操作口座（SOMA）証券貸し出しプログラムとは異なる。毎日正午に行われる複数価格入札で、ディーラーが競争的に入札する。
TSLFは、SOMAが保有する米国財務省GCを28日間の期限付きで提供する。ディーラーは毎週開催されるシングルプライス・オークションで競争入札し、借り手はプログラム適格の担保を差し入れる。

## 制度の歴史
TSLFは2008年3月11日に発表され、プログラム終了までに2兆3000億ドル相当の米国財務省証券をウォール街の18行に貸し出した。2008年、世界市場の流動性が停止する中、FEDはTSLFが受け入れられる担保の種類を拡大できるよう措置し、学生ローン、自動車ローン、住宅ローン、クレジットカード債務などが、高い格付けであれば、認められることになった。皮肉なことに、既存の格付け会社の多くは、その前の数年間で、それ自体がほとんど価値がないことが明らかになり、格付け制度は見直される状態にあった。
また、TSLFの担保も拡大され、適格な担保にはすべての投資適格債が含まれるようになった。以前は、財務省証券、政府機関証券、AAA格付けの住宅ローン担保証券および資産担保証券のみが担保として提供されていた。これは、2007年から2008年の金融危機の際に連邦準備制度が行った多くの緊急融資プログラムの1つである。
TSLFは2010年2月まで続く予定であったが，FRBは市場環境がそれを正当化する場合，その期間を拡大する意向であった。しかしそうならなかったため，TSLFは 2010年2月1日に終了した。